# Praesens historicum (Latijn)
Het praesens historicum (letterlijk: historische tegenwoordige tijd) is een stijlmiddel dat schrijvers in het Latijn kunnen toepassen om een zich in het verleden afspelende gebeurtenis te vertellen. Een gebeurtenis in het verleden wordt hierbij in het praesens beschreven, waar we een perfectum zouden verwachten. De schrijver vertelt het dan zo, alsof hij er zelf bij was. Dit verhoogt de spanning en het dramatische effect. Toch wordt het in het Nederlands meestal met de verleden tijd vertaald.